# Chimaera
A Chimaera a porcos halak (Chondrichthyes) osztályának a tengerimacska-alakúak (Chimaeriformes) rendjébe, ezen belül a Chimaeridae családjába tartozó nem.

## Rendszerezés
A nembe az alábbi 14 élő faj és 2 fosszilis élőlény tartozik:
- Chimaera argiloba (Last, White & Pogonoski, 2008)
- Chimaera bahamaensis Kemper, Ebert, Didier & Compagno, 2010
- Chimaera cubana (Howell & Rivero, 1936)
- Chimaera fulva (Didier, Last & White, 2008)
- Chimaera jordani (Tanaka, 1905)
- Chimaera lignaria (Didier, 2002)
- Chimaera macrospina (Didier & Last & White, 2008)
- közönséges macskahal (Chimaera monstrosa) Linnaeus, 1758 - típusfaj
- Chimaera notafricana Kemper, Ebert, Compagno & Didier, 2010
- Chimaera obscura (Didier & Last & White, 2008)
- Chimaera opalescens Luchetti, Iglésias & Sellos, 2011
- Chimaera owstoni (Tanaka, 1905)
- Chimaera panthera (Didier, 1998)
- Chimaera phantasma (Jordan & Snyder, 1900)
- †Chimaera seymourensis (Ward & Grande, 1991)
- †Chimaera zangerli (Stahl & Chatterjee, 1999)